# Scottish League Challenge Cup 2009/10
Der Scottish League Challenge Cup wurde 2009/10 zum 19. Mal ausgespielt. Der schottische Fußballwettbewerb, der offiziell als ALBA Challenge Cup ausgetragen wurde, begann am 25. Juli 2009 und endete mit dem Finale am 22. November 2009. Titelverteidiger war Airdrie United das im Vorjahr im Finale gegen Ross County gewann. Am Wettbewerb nahmen die Vereine der Scottish Football League teil. Im Finale zwischen dem FC Dundee und Inverness Caledonian Thistle konnte Dundee zum zweiten Mal nach 1991 den Titel gewinnen.

## 1. Runde
Ausgetragen wurden die Begegnungen am 25. und 26. Juli 2009.

### Region Nord-Ost
|                      | Ergebnis        |                 |
| -------------------- | --------------- | --------------- |
| Dunfermline Athletic | 2:1             | FC Arbroath     |
| FC East Fife         | 0:2             | Forfar Athletic |
| Elgin City           | 3:1             | Brechin City    |
| Inverness CT         | ?:? (5:3 i. E.) | FC Montrose     |
| FC Peterhead         | 1:2             | FC Cowdenbeath  |
| Ross County          | 3:2 n. V.       | Alloa Athletic  |
| Stirling Albion      | 2:1             | Raith Rovers    |

### Region Süd-West
|                    | Ergebnis |                 |
| ------------------ | -------- | --------------- |
| Airdrie United     | 0:1      | Partick Thistle |
| Annan Athletic     | 2:0      | FC Queen’s Park |
| Ayr United         | 0:2      | Albion Rovers   |
| FC Dumbarton       | 0:1      | Greenock Morton |
| Queen of the South | 1:0      | FC Livingston   |
| FC Stranraer       | 4:2      | Berwick Rangers |
| FC Stenhousemuir   | 2:0      | FC Clyde        |

## 2. Runde
Ausgetragen wurden die Begegnungen am 18. August 2009
|                      | Ergebnis |                       |
| -------------------- | -------- | --------------------- |
| Dunfermline Athletic | 1:2      | Queen of the South    |
| Ross County          | 2:1      | Greenock Morton       |
| Stirling Albion      | 3:1      | FC Stenhousemuir      |
| Annan Athletic       | 1:0      | FC East Stirlingshire |
| Forfar Athletic      | 1:6      | Partick Thistle       |
| Inverness CT         | 3:0      | FC Stranraer          |
| Elgin City           | 3:0      | Albion Rovers         |
| FC Cowdenbeath       | 0:3      | FC Dundee             |

## Viertelfinale
Ausgetragen wurden die Begegnungen am 6. September 2009
|                 | Ergebnis        |                    |
| --------------- | --------------- | ------------------ |
| Annan Athletic  | 4:2             | Elgin City         |
| Partick Thistle | ?:? (3:4 i. E.) | Inverness CT       |
| Ross County     | 2:0             | Queen of the South |
| Stirling Albion | 1:2             | FC Dundee          |

## Halbfinale
Ausgetragen wurden die Begegnungen am 4. Oktober 2009
|              | Ergebnis |                |
| ------------ | -------- | -------------- |
| Inverness CT | 1:0      | Ross County    |
| FC Dundee    | 3:0      | Annan Athletic |

## Finale
| FC Dundee                                                | FC Dundee | Inverness Caledonian Thistle | Inverness Caledonian Thistle |
| -------------------------------------------------------- | --- | --- | ---------------------------- |
| FC Dundee                                                | \| 22. November 2009 um 15:00 Uhr in Perth (McDiarmid Park) \| \| Ergebnis: 3:2 (0:2) \| \| Zuschauer: 8.031 \| \| Schiedsrichter: Charlie Richmond \| \| Spielbericht \|                                                                            | \| 22. November 2009 um 15:00 Uhr in Perth (McDiarmid Park) \| \| Ergebnis: 3:2 (0:2) \| \| Zuschauer: 8.031 \| \| Schiedsrichter: Charlie Richmond \| \| Spielbericht \|                                                                                | Inverness Caledonian Thistle |
| FC Dundee                                                | Robert Douglas – Eric Paton (73. Kyle Benedictus), Eddie Malone, Gary MacKenzie, Jim Lauchlan – Craig Forsyth, Brian Kerr, Sean Higgins (65. Colin McMenamin), Gary Harkins – Richie Hart, Leigh Griffiths (90. Pat Clarke) Cheftrainer: Jocky Scott | Ryan Esson – Ross Tokely, Stuart Golabek, David Proctor, Nauris Bulvītis – Dani Sánchez (57. Lee Cox), Grant Munro, Russell Duncan (89. Dougie Imrie), Jonny Hayes – Richie Foran, Adam Rooney (89. Eric Odhiambo) Cheftrainer: Terry Butcher ( England) | Inverness Caledonian Thistle |
| FC Dundee                                                | 1:2 Nauris Bulvītis (48., Eigentor) 2:2 Gary Harkins (53.) 3:2 Craig Forsyth (83.) | 0:1 Adam Rooney (20.) 0:2 Nauris Bulvītis (33.) | Inverness Caledonian Thistle |
| FC Dundee                                                | Brian Kerr, Jim Lauchlan | Nauris Bulvītis, Jonathan Hayes | Inverness Caledonian Thistle |
| FC Dundee                                                | Dougie Imrie | | Inverness Caledonian Thistle |
| 22. November 2009 um 15:00 Uhr in Perth (McDiarmid Park) | | |                              |
| Ergebnis: 3:2 (0:2)                                      | | |                              |
| Zuschauer: 8.031                                         | | |                              |
| Schiedsrichter: Charlie Richmond                         | | |                              |
| Spielbericht                                             | | |                              |